# Cochlostoma henricae
Cochlostoma henricae is een slakkensoort uit de familie van de Megalomastomatidae. De wetenschappelijke naam van de soort is voor het eerst geldig gepubliceerd in 1851 door Strobel.